# Hape Kerkeling
Hans Peter Wilhelm "Hape" Kerkeling (Recklinghausen, Alemanya, 9 de desembre de 1964) és un actor, presentador de televisió i comediant alemany d'ascendència neerlandesa.

## Biografia
Quan estudiava a secundària va formar una banda amb els seus companys anomenada Gesundfutter que va treure un disc anomenat Hawaii. Va començar la seva carrera com a comediant a la ràdio, principalment a Bayerischer Rundfunk i Westdeutscher Rundfunk. El 1984, amb només 19 anys, va participar en la comèdia de televisió Känguru i al show d'esquetxos de Radio Bremen Extratour. El 1989 va organitzar el seu propi show còmic, Total Normal, amb el pianista Achim Hateman, una paròdia satírica dels programes de televisió de prime time, que ha estat guardonat com la Goldene Camara, el premi Adolf Grimme i el Premi bavarès de televisió.
Al programa, Kerkeling va fer història a la televisió el 25 d'abril de 1991, quan es va disfressar de la reina Beatriu I dels Països Baixos en una visita d'estat a Berlín i gairebé va aconseguir entrar al Palau de Bellevue per reunir-se amb el president d'Alemanya per dinar. La cançó satírica d'aquest espectacle, Das ganze Leben ist ein Quiz, va entrar a les llistes d'èxit alemanyes.
El 10 de desembre de 1991, en un programa de televisió alemany, el cineasta Rosa von Praunheim va revelar que Kerkeling, entre d'altres, era gai. El comentari de Kerkeling sobre això (sobretot a la premsa del canal) va ser que mentre que qualsevol altra persona de naturalesa més sensible que ell s'hauria pujat al bany amb un assecador, ell no va poder veure el punt: l'endemà serien arrossegant una altra ànima pobre per la brutícia.
El 1992, va sortir la primera pel·lícula de Kerkeling: Kein Pardon, que va dirigir i va protagonitzar, a més d'ajudar a escriure el guió. A la segona meitat de la dècada dels 90, Kerkeling va treballar de nou per a ARD, presentant l'espectacle Heartwarming, i va rodar diverses pel·lícules de televisió (Club Las Piranjas (1995), Willi und die Windzors, 1996; Die Oma ist tot, 1997).
El 1999 Kerkeling va tornar a tenir èxit amb el seu programa a Sat.1 Darüber lacht die Welt (El que fa que el món rigui) També va presentar la gala anual de recaptació del Deutsche AIDS-Hilfe. El 2003 va ser guardonat amb el Deutscher Fernsehpreis a la categoria de millor presentador d'entreteniment.
El gener de 2004 Kerkeling va fer una altra pel·lícula, Samba in Mettmann, rodada a Mettmann (Rin del Nord-Westfàlia). El maig de 2004 i el maig de 2005 va presentar el Großer Deutsch-Test (un programa nacional de proves de gramàtica i ortografia alemanyes) i l'octubre de 2004 el Großer Deutschlandtest (un test sobre el coneixement de la gent d'Alemanya). A l'abril i al maig del 2006 va presentar el programa de televisió en directe Let's Dance, la versió alemanya de Strictly Come Dancing/Dancing with the Stars, amb Nazan Eckes.
L'emissora alemanya ZDF inicia la seva producció Ein Mann, ein Fjord! el maig de 2008, dirigida per Angelo Colagrossi i escrita per Kerkeling, Angelo Colagrossi i Angelina Maccarone. Protagonitzada per Jürgen Tarrach, Anneke Kim Sarnau, Matthias Brandt i Horst Krause, la pel·lícula mostra Kerkeling com a Horst Schlämmer, Uschi Blum i Gisela. Fou estrenada el 21 de gener de 2009 a la ZDF.
En una enquesta de la cadena de televisió Kabel 1 el 2005, Kerkeling va quedar entre les deu millors cares preferides de la televisió alemanya; els dos únics altres presentadors van ser Günther Jauch i Thomas Gottschalk.
El 2001, Kerkeling va anar en pelegrinatge seguint el camí de Sant Jaume durant 650 quilòmetres fins a Santiago de Compostel·la. Al juny del 2006 va escriure el seu diari del pelegrinatge Ich bin dann mal weg (estic fora), que figura al capdamunt de la llista de best-seller de no-ficció de la revista Der Spiegel. Al maig del 2008, havia venut 3 milions d'exemplars. El 2009 fou editada en anglès el 2009 i posteriorment s'ha traduït al francès, italià, holandès, polonès, letó, espanyol i xinès.
Hape Kerkeling ha viscut amb el seu company i coautor Angelo Colagrossi a Berlín. Colagrossi ha escrit un gran nombre de texts i esquetxos per Total Normal i altres programes, i ha codirigit les pel·lícules Kein Pardon, Willi und die Windzors, Die Oma ist tot, Samba in Mettmann i Ein Mann, ein Fjord!.
El març de 2011 Kerkeling va anunciar que ell i Colagrossi s'estavem separant.
Des de la primavera de 2005, Kerkeling presenta l'espectacle Hape trifft!, produït per la productora de Günther Jauch i&u TV per RTL.
El 2013 Hape Kerkeling va posar veu i va cantar la versió en alemany d'Olaf, un home de neu de la pel·lícula de Disney Frozen: El regne del gel.
El 2018 es va fer una pel·lícula sobre la seva infantesa titulada Der Junge muss an die frische Luft, basada en el seu llibre semiautobiogràfic, en la que Julius Weckauf el va interpretar.

## Filmografia

### Actor
- 1989: Großstadtrevier:
- 1993: Kein Pardon
- 1995: Club Las Piranjas
- 1996: Willi und die Windzors
- 1997: Die Oma ist tot
- 2003: Lindenstraße:
- 2004: Samba in Mettmann
- 2008: Ein Mann, ein Fjord!
- 2009: Horst Schlämmer – Isch kandidiere!
- 2011: Terra X: Unterwegs in der Weltgeschichte
- 2018: Der Junge muss an die frische Luft

### Doblatge
- 1988: Garfield-Hörspiele (veu de Garfield)
- 1999: Tobias Totz und sein Löwe (veu de Paul Pommes)
- 2000: Little Nicky – Satan Junior (veu de Mr. Beefy)
- 2008: Kung Fu Panda (veu de Po)
- 2011: Kung Fu Panda 2 (veu de Po)
- 2013: Frozen: El regne del gel (veu d'Olaf)
- 2016: Kung Fu Panda 3 (veu de Po)
- 2017: Olaf's Frozen Adventure (veu d'Olaf)
- 2019: Frozen II (veu d'Olaf)

## Premis
1983
- Scharfrichterbeil

1991
- Adolf-Grimme-Preis en plata per Total Normal
- Bambi
- Bayerischer Fernsehpreis per Total Normal
- Goldene Europa
- Goldene Kamera per Total Normal
- Goldener Gong al magazín de televisió Gong
- Rose de Bronze de Montreux per Total Normal
- Telestar

2002
- Peter-Frankenfeld-Preis

2003
- Deutscher Fernsehpreis (com a convidat) per Die 70er Show

2004
- Bayerischer Fernsehpreis per presentar Die 70er Show
- Deutscher Comedypreis com a millor presentador, per Die 70er Show

2005
- Deutscher Comedypreis "Millor Comediant"
- Goldene Kamera "Millor presentador de TV"

2006
- Deutscher Comedypreis millor comediant i premi especial per Horst Schlämmer
- Deutscher Fernsehpreis com a millor presentador de Wer wird Millionär (Who Wants to be a Millionaire?) especial celebritats WM 2006 (RTL)

2007
- Adolf-Grimme-Preis Honor Especial de l'Associació de Centres Alemanys d'Educació per a Adults.[8]
- Verdienstorden des Landes Nordrhein-Westfalen Orde del mèrit de Nord del Rin-Westfàlia
- Osgar en la categoria "Charity"

2015
- Goldene Kamera Jubilee Award[9]

2018
- Bayerischer Fernsehpreis premi del ministre president de Baviera[10]